# Абатство Вецолано
Абатство „Санта Мария ди Вецолано“ (на италиански: Abbazia di Santa Maria di Vezzolano) е религиозна сграда в романски и готически стил, един от най-важните средновековни паметници в италианския регион Пиемонт, разположена в община Албуняно в провинция Асти, Северна Италия. Наименованието „абатство“ се използва неправомерно и от управляващите държавни органи, тъй като църквата никога не е била такава. Правилното име е Canonica di Santa Maria di Vezzolano.
От декември 2014 г. италианското Министерство на културното наследство и дейности го управлява чрез Музеен комплекс „Пиемонт“, който през декември 2019 г. става Регионална музейна дирекция. Абатството е включено в Трансроманския културен маршрут на Съвета на Европа.

## Топонимът „Вецолано“
Има няколко хипотези за произхода на името на местността, между които и тази за родството с gens Vetia или в центъра на село Везле (Vézelay) във Франция, където вече съществува абатство по времето на Карл Велики. Средновековният или регионален произход на топонима от Vezzola или Vetiola със значението на „съд за вода“ вероятно е по-надежден, като се има предвид, че близо до абатството тече поток.

## Основаване
Традицията проследява основаването на църквата до Карл Велики. Според една по-разпространена хипотеза през 773 г. императорът е на лов в гората на Вецолано, когато внезапно от гробница се появяват три скелета, което го уплашва. Помага му отшелник и е приканен да се помоли на Богородица, така че пожелава да построи абатска църква на мястото на видението.
Въпреки че някои историографии понякога поддържат версията, че църквата Санта Мария вече съществува през лангобардския период и че след това е разрушена от сарацините, документацията в този смисъл е непълна или несъществуваща.
Най-старият известен документ датира от 1095 г. Той споменава двамата църковни лица Теодулус и Егидий, които получават като  дар от няколко благородници църква, посветена на Света Мария, плюс други свързани с нея имоти, с ангажимента да основат религиозна общност. От тази по-ранна постройка няма следа.
Изграждането на църквата, такава каквато е видима през 21 век, започва през втората половина на 12 век, вероятно благодарение на ангажимента на Гуидоне (Видоне), запомнен на олтарната преграда вътре в сградата. В началото на 13 век е завършена църквата, докато останалата част от комплекса, включително манастирът и клоатърът, са завършени в следващите векове.
Стилистично комплексът се намира между романския и готическия стил. Пясъчникът и тухлата характеризират архитектурния стил на абатството, базиран на бихромия от редуващи се двуцветни ленти, общи за други италиански архитектурни школи, по-специално за лигурийските и тосканските.
Абатството е обитавано от религиозни лица до началото на 19 век, когато по време на Наполеоновото управление църковната институция е разпусната.

## Камбанария и апсиди
Камбанарията се намира в началото на левия кораб на църквата. Тя има романска структура и е преустроена на върха. Параклисът покрай апсидата, който се опира на нея, е реконструиран през 20 век, следвайки следите на оригиналния, какъвто е случаят с апсидата на върха на капитулната зала. Основната апсида все още е тази от втората половина на 12 век.

## Фасада
Фасадата, украсена в горната част с облицовка от теракота, редуваща се с хоризонтални ленти от камък, е типично романска и напомня на ломбардските и пизанските архитектурни мотиви. Има три реда слепи галерии (с изключение на централната, прекъсната от двусводести прозорци), украсени с тънки колони.
Големият двусводест прозорец е с ценна композиция, характеризираща се с фигурата на Иисус Христос, до когото са двамата архангели Михаил и Рафаел, въоръжени съответно с копие и с меч. В карето над прозореца са изобразени два ангела, носещи свещ, редуващи се с три легена от полихромна керамика, ислямско производство. По-нагоре има два серафима с шест крила, облегнали на колела (последният атрибут обаче е типичен за херувимите). Най-отгоре, в ниша, доминира неясен бюст, вероятно на Бог Отец.
От трите оригинални портала само два са все още видими: този отдясно е изчезнал (тъй като съответният кораб е почти напълно интегриран в манастира), докато левият, макар и зазидан, все още е украсен от красив люнет с централен барелеф (доста повреден) и две странични скулптури на човешки лица.
Богатият главен портал има колони, капители и стълбове, украсени предимно с фантастични животни и фитоморфни и геометрични мотиви. В люнета е изобразена Богородица на трона: два ангела я обграждат, докато Светият Дух под формата на гълъб ѝ шепне в ухото.

## Интериор
Интериорът е в романско - готически стил с френски и ломбардски влияния. Понастоящем се състои от два кораба – централен и ляв, а десният е включен в клоатъра през втората половина на 13 век. Сводовете са заострени с оребрени дъги.

Централният кораб е разделен напречно от фино декорирана олтарна преграда (или jubé) – архитектурен модел, който сега е рядък в Италия, но все още е доста често срещан в църквите отвъд Алпите. Структурата от пясъчник е от Бургундската школа; дългият надпис изяснява, наред с други неща, че работата е завършена през 1189 г. Олтарната преграда се опира на пет заострени дъги и е украсена с два насложени реда полихромни скулптурни декорации. В горния, посветен на Мадоната, могат да се видят три епизода от Успение Богородично: Свалянето от кръстта, Пробуждането и Триумфът в небесата (в центъра), в допълнение към четирите символа на Евангелистите. В долната част е представена поредицата от патриарси, от Авраам до Йосиф, според родословието на Иисус, съставено от Матей; любопитното е, че 5 от 40-те патриарси не са на преградата, а са изрисувани на колоните, които я обграждат (трима на лявата колона и двама на дясната), което предполага, че структурата първоначално е била няколко метра по-дълга, може би защото е била предвидена за различно местоположение и след това е намалена в момента на текущото ѝ поставяне.
В лявата пътека, точно зад олтарната преграда, капител с барелеф изобразява Самсон, който се бие с лъва; библейският герой е уловен в момента, в който разтваря челюстите му.
Главният олтар пази ценен триптих от рисувана теракота, датиращ от средата на 15 век; в задната апсида, отстрани на централния прозорец, може да се видят два каменни барелефа със забележителна изработка (датиращи от втората половина на 12 век), изобразяващи архангел Гавраил и Богородица.
Сводът на апсидалния басейн, направен от редуващи се ленти от тухли и пясъчник, създава завладяващ и почти хипнотичен оптичен ефект, наравно с други по-известни съвременни структури, като параклисът „Сан Галгано“ в Монтесиепи (Киуздино).
В края на централния кораб, вдясно, има връзката с малък красив клоатър с разнородни в архитектурно отношение аркади.

## Клоатър и свързаните с него пространства
Влизайки в клоатъра, отляво има врата, обградена от два прозореца с колони: това е достъпът до капитулната зала. По-нататък друга врата води в голямата къща за гости. И в двете има две постоянни фотографски изложби, едната от които е посветена на символичното използване на математическите и геометричните пропорции в средновековни религиозни сгради, а другата има за цел да илюстрира богатата типология на романските църкви в провинция Провинция Асти.
Между североизточното и северозападното крило на клоатъра двата ъглови капитела са украсени с Житие на Богородица.
Четирите страни на клоатъра не са хомогенни една с друга, тъй като са направени в три отделни фази; разликите се забелязват, като се наблюдават стените, които гледат към вътрешната градина:
- Северозападната част, построена през втората половина на 13 век, използвайки пространството на бившия десен кораб на църквата, се осветява благодарение на три големи готически двусводести прозореца с каменни колони;
- подобен прозорец също украсява съседната североизточна страна, която обаче продължава, изцяло в тухли, с две леко понижени дъги, поддържани от кубични капители, които от своя страна почиват на многоъгълни колони; тази част от клоатъра, както и следващата на югоизток, е най-новата, датира от 15 век и претърпява промени и през следващите векове.
- Югоизточната страна е изградена от четири големи тухлени арки, идентични с тези от североизточната страна; от това крило има достъп до трапезарията.
- Югозападната страна, която стилистично се различава ясно от другите три, е най-старата (12 век) може би най-интересната: тя се състои от осем заострени арки, които се редуват между каменни колони и цилиндрични стълбове в смесена работа (тухла и камък) – решение, което придава на тази част от клоатъра приятен пластичен и хроматичен ефект, обогатен от присъствието в горната част на някои малки прозорци и страничен балкон.

## Стенописи
По цялото северозападно крило на клоатъра са запазени редица ценни стенописи. Взети заедно, тези картини, обект на реставрация в началото на 90-те години на 20 век, представляват един от най-интересните живописни цикли на пиемонтския 14 век:
- В първата арка, точно над входа на клоатъра, има люнет с готическа фреска във френски стил, изобразяваща Богородица на трона, до която има два ангела с кадилници.
- На стената на втората арка (гробището на Ривалба), която е най-богатата и най-добре запазената, са представени четири различни сцени, разположени една върху друга. Отгоре надолу: Христос Пантократор сред символите на евангелистите, Поклонението на влъхвите с поклонник, представен от ангел, Контрастът на тримата живи и тримата мъртви, Легнал покойник в червена дреха (последната фреска е в лошо състояние). Контрастът понякога се тълкува, неправилно, като представяне на легендата за Карл Велики. От другата страна, в горната част на прозореца, който се отваря към градината, има частично Разпятие. На една от частите на свода могат да се видят останките на Св. Григорий Велики – единствените оцелели от изображенията на четиримата отци на църквата.
- Третата арка показва сложна сцена: в центъра е Богородица на трона с Младенеца; отляво духовник предлага модел на църква на Богородица – дар, чийто посредник е ангел; вдясно е представен Свети Августин в епископски одежди; в началото на сцената е Агнецът.
- На четвъртата арка има още един Христос Пантократор, запазен само отчасти, тъй като през 18 век на стената е поставено стълбище и е отворен достъп до олтарната преграда вътре в църквата; основната част от стенописите също е загубена.
- Стената на петата арка (гробището на Радикатите), освен още един Христос Пантократор, изобразява рицар в броня, до когото са поставени Св. Йоан Кръстител, който коленичи до Богородица на трона, до която е Св. Петър.
- И накрая, на задната стена има по-стара версия на Контрастът, но само фрагментарна. Двамата оцелели рицари вдигат ръце към небето (соколът бяга от единия) в поза на изумление и ужас, когато виждат тримата мъртви да се появяват, от които е останал малък фрагмент. Контрастът е доминиран от Разпятие, също фрагментарно.

## Овощна градина
През 1996 г. Управлението за архитектурно и екологично наследство на Пиемонт стартира идеята за създаване на традиционна градина в земята зад абатството и поверява това парче земя на доброволна дейност под егидата на Леонардо Мосо и Карло Фрутеро. Групата се формира в „Овощна градина на Каноника „Вецолано“ – Комитет за опазване на селския пейзаж“ и решава да пресъздаде в парцела на канониката овощна градина, подобна на тази, от която древните рисунки запазват следи. Решено е да се култивира ябълковото дърво, защото е по-подходящо за климата на Северна Италия, за почвите на хълмовете на Пиемонт и за по-голямата му устойчивост на паразити.

## Галерия с изображения
- Фасада: Архангел Михаил, детайл
- Фасада: Христос, детайл
- Фасада: архангел Рафаил